# Cycladenia
Cycladenia é um género botânico pertencente à família Apocynaceae.

## Espécies
- Cycladenia humilis Benth.
- Cycladenia jonesii Eastw.
- Cycladenia tomentosa A.Gray
- Cycladenia venusta Eastw.

1. ↑  «Cycladenia — World Flora Online». www.worldfloraonline.org. Consultado em 19 de agosto de 2020